# Ich bin ein Berliner
Ich bin ein Berliner (německá výslovnost: ɪç ˈbɪn ʔaɪn bɛɐ̯ˈliːnɐ; česky „Jsem Berlíňan“) je projev prezidenta Spojených států Johna F. Kennedyho, který pronesl 26. června 1963 v Západním Berlíně. Jedná se o jeden z nejznámějších projevů studené války, patří mezi nejslavnější protikomunistické projevy a též mezi nejslavnější historické projevy vůbec.
O dvaadvacet měsíců dříve postavila Německá demokratická republika Berlínskou zeď, aby zabránila masové emigraci do Západního Berlína. Projev byl zaměřen jak na Sovětský svaz, tak na obyvatele Západního Berlína. V projevu zazněla i další věta pronesená v němčině: „Lasst sie nach Berlin kommen“ („Ať přijdou do Berlína“), adresovaná těm, kteří tvrdili, že „s komunisty můžeme spolupracovat“, což byla poznámka, které se Nikita Chruščov jen o několik dní později vysmál. Tento projev je považován za jeden z nejlepších Kennedyho projevů, pronesený na vrcholu studené války a v období tzv. Nové hranice (anglicky New Frontier). Byl velkou morální vzpruhou pro obyvatele Západního Berlína, kteří žili v enklávě hluboko uvnitř východního Německa a obávali se možné východoněmecké okupace.
Kennedy promluvil ke 120 000 posluchačů na schodech radnice ve čtvrti Schöneberg a řekl,
Před dvěma tisíci let se lidé nejvíce honosili tím, že mohli říci „civis Romanus sum“ („Jsem občan Říma“). Dnes, ve světě svobody, se mohou nejvíce honosit tím, když řeknou „Ich bin ein Berliner!“ („Jsem občan Berlína“) ... Všichni svobodní lidé, ať už žijí kdekoli, jsou občany Berlína, a proto jsem jako svobodný člověk hrdý na slova „Ich bin ein Berliner!“ (Jsem Berlíňan!).
Kennedy tuto větu použil ve svém projevu dvakrát, včetně závěru, kdy větu vyslovil s bostonským přízvukem a přečetl ze své poznámky [„ish bin ein Bearleener“], kterou si zapsal s použitím anglického pravopisu, aby se přiblížil německé výslovnosti. Použil také klasickou latinskou výslovnost civis romanus sum, přičemž c vyslovil jako [k] a v jako [w].
Po desetiletí zastiňovala historii této promluvy různá protikladná tvrzení o původu Ich bin ein Berliner. V roce 2008 podal historik Andreas Daum komplexní vysvětlení na základě archivních pramenů a rozhovorů se současníky a pamětníky. Jako precedens vyzdvihl autorství samotného Kennedyho a jeho projev v New Orleans v roce 1962 a ukázal, že Kennedy tím, že se v Berlíně odchýlil od připraveného scénáře, vytvořil vrcholné emocionálně vypjaté politické představení, které se stalo charakteristickým znakem epochy studené války.
Existuje rozšířená mylná představa, že Kennedy omylem řekl, že je „Berlíňan“, což je německá koblihová specialita. Jedná se však jen o městskou legendu (tzv. urban legend), včetně přesvědčení, že publikum se Kennedymu za použití tohoto výrazu údajně smálo.

## Historický kontext

Čtyři spojenecké sektory v Berlíně

Hlavní město Německa, Berlín, se po druhé světové válce nacházelo hluboko v oblasti kontrolované Sovětským svazem. Zpočátku se bylo rozděleno na čtyři sektory kontrolované čtyřmi spojeneckými mocnostmi (Spojenými státy, Velkou Británií, Francií a Sovětským svazem). Napětí studené války se stupňovalo, dokud sovětské síly nezavedly berlínskou blokádu západních sektorů města, kterou západní spojenci uvolnili pomocí leteckého mostu. Poté se sektory kontrolované spojenci NATO staly faktickou exklávou západního Německa, zcela obklopenou východním Německem. Od roku 1952 byla hranice mezi Východem a Západem uzavřena všude kromě Berlína. Statisíce východních Němců přeběhly na Západ přes Západní Berlín, což znamenalo odliv pracovních sil, který hrozil východnímu Německu hospodářským kolapsem.
V roce 1961 postavila východoněmecká vláda pod vedením Waltera Ulbrichta kolem Západního Berlína bariéru z ostnatého drátu, oficiálně nazývanou jako „antifašistická ochranná bariéra“ (Antifaschistischer Schutzwall). Východoněmecké úřady tvrdily, že má zabránit špionům a agentům Západního Německa v přechodu na Východ. Všeobecně se jí však říkalo Berlínská zeď a jejím skutečným účelem bylo zabránit východoněmeckým občanům v útěku na Západ. Během několika měsíců byla zeď přestavěna z betonu a budovy byly zbourány, aby vznikla „zóna smrti“ na dohled východoněmeckých stráží vyzbrojených samopaly. Zeď uzavřela největší mezeru v železné oponě a Berlín se z jednoho z nejsnadnějších míst pro přechod z východní Evropy do západní stal jedním z nejobtížnějších.
Západ, včetně USA, byl obviňován z toho, že na vztyčení zdi nereagoval rázně. Oficiálně byl Berlín pod společnou okupací čtyř spojeneckých mocností, z nichž každá měla hlavní odpovědnost za určitou zónu. Kennedyho projev byl prvním případem, kdy USA uznaly, že východní Berlín je spolu se zbytkem východního Německa součástí sovětského bloku. Dne 25. července 1961 Kennedy v prezidentském projevu trval na tom, že USA budou bránit Západní Berlín, a hájil práva čtyř mocností, přičemž dal jasně najevo, že zpochybňování sovětské přítomnosti v Německu není možné.

## Geneze a přednes projevu

### Původ

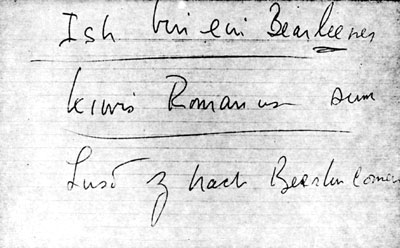
Fonetický přepis německých a latinských frází v projevu Johna F. Kennedyho Ich bin ein Berliner

Projev Ich bin ein Berliner je částečně odvozen z projevu, který Kennedy pronesl na občanské recepci 4. května 1962 v New Orleans; tam také použil frázi civis Romanus sum, když řekl: „Před dvěma tisíci let se lidé nejvíce honosili tím, že mohli říci „civis Romanus sum“ („Jsem občan Říma“). Myslím, že dnes, v roce 1962, se mohou nejvíce honosit tím, když řeknou: „Jsem občanem Spojených států“. Nestačí to však jen říci, musí se to odrazit i ve způsobu žití…“. Může to říci každý. Ale Američané, kteří dnes slouží v Západním Berlíně – vaši synové a bratři – [...] jsou Američané, kteří nesou velké břemeno.“ Věty „Jsem Berlíňan“ a „Jsem hrdý na to, že jsem v Berlíně“ byly již týden před projevem napsány na stroji na seznamu výrazů, které měly být použity, včetně fonetického přepisu německého překladu. Takové přepisy se nacházejí i ve třetím návrhu projevu (psaném Kennedym vlastnoručně) z 25. června. Konečná strojopisná verze projevu tyto přepisy neobsahuje, jsou doplněny ručně až samotným Kennedym.
Na cvičných sezeních před cestou si Kennedy prošel řadu vět, dokonce i odstavců, které měl přednést v němčině; při těchto sezeních mu pomáhala Margaret Plischkeová, překladatelka pracující pro americké ministerstvo zahraničí, Ted Sorensen, Kennedyho poradce a obvyklý zapisovatel projevů, a tlumočník Robert Lochner, který vyrůstal v Berlíně. Brzy se ukázalo, že prezident nemá jazykové nadání a že by se spíše ztrapnil, kdyby měl dlouze citovat v němčině.
O původu fráze Ich bin ein Berliner však existují různé výpovědi. Plischkeová napsala v roce 1997 zprávu o tom, že několik týdnů před cestou navštívila Kennedyho v Bílém domě, aby mu pomohla sestavit projev a naučila ho správnou výslovnost; tvrdí také, že fráze byla přeložena již ve Státech překladatelem, který ho měl na cestě doprovázet („poněkud nepříjemný muž, který si trpce stěžoval, že musel přerušit dovolenou, jen aby mohl sledovat prezidentovy manýry“). Kromě toho Ted Sorensen ve svých pamětech Counselor: A Life at the Edge of History (2008) tvrdil, že se na projevu podílel, a uvedl, že do něj nesprávně vložil slovo ein, čímž nesprávně převzal odpovědnost za níže uvedené „želé koblihy“, což zřejmě podpořil i berlínský starosta Willy Brandt, ale pozdější badatelé toto tvrzení odmítli, protože konečná strojopisná verze, která tato slova neobsahuje, je poslední, na níž mohl Sorensen pracovat. Robert Lochner ve svých pamětech tvrdil, že ho Kennedy požádal o překlad věty „Jsem Berlíňan“ a že si ji procvičili v Brandtově kanceláři. Daum připisuje vznik fráze Ich bin ein Berliner Kennedymu a jeho výše citovanému projevu v New Orleans v roce 1962. Podle Dauma byl Kennedy ovlivněn pohledem na Berlínskou zeď, takže „se vrací k nejpamátnější pasáži svého projevu v New Orleans, kterou pronesl rok předtím, a mění hrdost na to, že je Američan, v to, že je Berlíňan“.

### Přednes

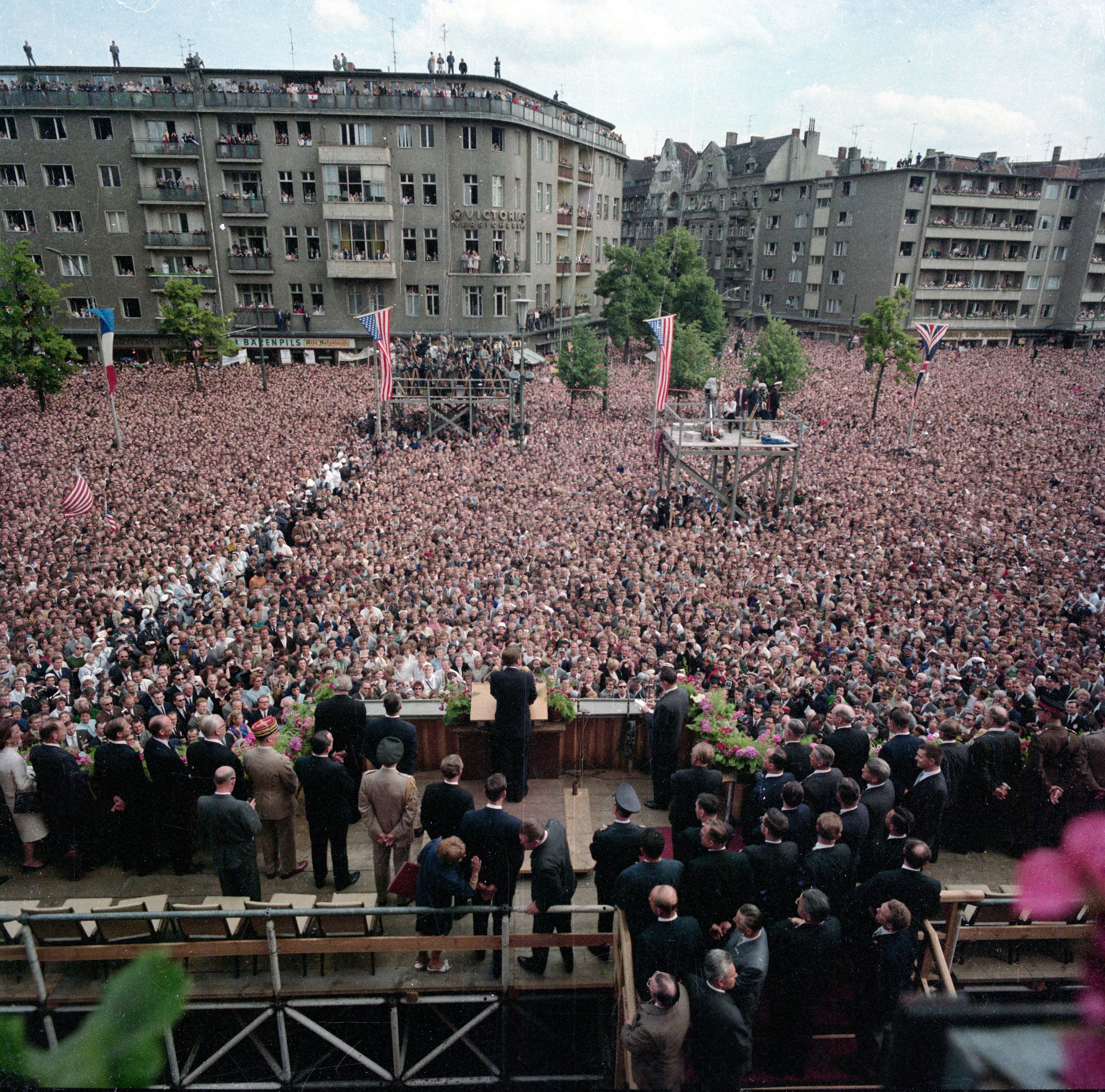
Kennedy při projevu v Berlíně

Za dlouhým stolem prostřeným na schodech Rathaus Schöneberg seděli američtí a němečtí hodnostáři, včetně Deana Ruska (Kennedyho ministra zahraničí), Luciuse D. Claye (bývalého amerického správce Německa), Konrada Adenauera (německého kancléře), Willyho Brandta, starosty Berlína a Otto Bacha (prezidenta berlínského Abgeordnetenhausu). Počet účastníků se odhaduje na 120 000 – 450 000 osob. Bach nejprve hovořil o nedávném vývoji v Berlíně, zejména o zdi. Po něm krátce promluvil Konrad Adenauer, který představil prezidenta. Kennedyho nedoprovázel Robert Lochner, ale Heinz Weber z berlínské mise; Weber prezidentův projev publiku tlumočil. Kromě strojopisu měl Kennedy k dispozici i nápovědní kartu, na kterou si sám napsal fonetický pravopis, a všechny překvapil tím, že projev, jehož příprava trvala několik týdnů, zcela ignoroval. Místo toho improvizoval: „Říká víc, než by měl, něco jiného, než mu doporučovali jeho poradci, a je provokativnější, než zamýšlel.“
Projev vyvrcholil druhým použitím fráze Ich bin ein Berliner v projevu: „Dnes, ve světě svobody, se mohou lidé nejvíce honosit tím, když řeknou Ich bin ein Berliner!“ Dav ztichl, zatímco Weber překládal a opakoval prezidentovu německou repliku; Kennedymu se zjevně ulevilo, že dav reagoval pozitivně, a poděkoval Weberovi za překlad. Weber přeložil i tento kompliment. Podle Dauma se po tomto prvním úspěšném přednesu „Kennedy, který si trochu pohrával se svým sakem, usmíval jako chlapec, kterému se právě podařil převrat“.
Kennedyho poradce pro národní bezpečnost McGeorge Bundy se domníval, že „projev zašel trochu příliš daleko“, a oba upravili text druhého velkého projevu, který měl být později téhož dne přednesen na Svobodné univerzitě v Berlíně, a zaujali mírnější postoj, který „se rovnal poněkud smířlivějšímu postoji vůči Sovětům“.

## Zápis projevu a překlad
| Ich bin ein Berliner I am proud to come to this city as the guest of your distinguished Mayor, who has symbolized throughout the world the fighting spirit of West Berlin. And I am proud to visit the Federal Republic with your distinguished Chancellor who for so many years has committed Germany to democracy and freedom and progress, and to come here in the company of my fellow American, General Clay, who has been in this city during its great moments of crisis and will come again if ever needed. Two thousand years ago the proudest boast was "civis Romanus sum". Today, in the world of freedom, the proudest boast is "Ich bin ein Berliner". I appreciate my interpreter translating my German! There are many people in the world who really don't understand, or say they don't, what is the great issue between the free world and the Communist world. Let them come to Berlin. There are some who say that communism is the wave of the future. Let them come to Berlin. And there are some who say in Europe and elsewhere we can work with the Communists. Let them come to Berlin. And there are even a few who say that it is true that communism is an evil system, but it permits us to make economic progress. Lass' sie nach Berlin kommen. Let them come to Berlin. Freedom has many difficulties and democracy is not perfect, but we have never had to put a wall up to keep our people in, to prevent them from leaving us. I want to say, on behalf of my countrymen, who live many miles away on the other side of the Atlantic, who are far distant from you, that they take the greatest pride that they have been able to share with you, even from a distance, the story of the last 18 years. I know of no town, no city, that has been besieged for 18 years that still lives with the vitality and the force, and the hope and the determination of the city of West Berlin. While the wall is the most obvious and vivid demonstration of the failures of the Communist system, for all the world to see, we take no satisfaction in it, for it is, as your Mayor has said, an offense not only against history but an offense against humanity, separating families, dividing husbands and wives and brothers and sisters, and dividing a people who wish to be joined together. What is true of this city is true of Germany - real, lasting peace in Europe can never be assured as long as one German out of four is denied the elementary right of free men, and that is to make a free choice. In 18 years of peace and good faith, this generation of Germans has earned the right to be free, including the right to unite their families and their nation in lasting peace, with good will to all people. You live in a defended island of freedom, but your life is part of the main. So let me ask you as I close, to lift your eyes beyond the dangers of today, to the hopes of tomorrow, beyond the freedom merely of this city of Berlin, or your country of Germany, to the advance of freedom everywhere, beyond the wall to the day of peace with justice, beyond yourselves and ourselves to all mankind. Freedom is indivisible, and when one man is enslaved, all are not free. When all are free, then we can look forward to that day when this city will be joined as one and this country and this great Continent of Europe in a peaceful and hopeful globe. When that day finally comes, as it will, the people of West Berlin can take sober satisfaction in the fact that they were in the front lines for almost two decades. All free men, wherever they may live, are citizens of Berlin, and, therefore, as a free man, I take pride in the words "Ich bin ein Berliner". | Jsem Berlíňan Jsem hrdý na to, že jsem přijel do tohoto města jako host vašeho váženého starosty, který po celém světě symbolizuje bojového ducha Západního Berlína. A jsem hrdý na to, že mohu navštívit Spolkovou republiku spolu s vaší váženou kancléřkou, která po tolik let oddaně podporovala demokracii, svobodu a pokrok v Německu, a že sem mohu přijet v doprovodu svého amerického kolegy, generála Claye, který byl v tomto městě během jeho velkých krizových okamžiků a přijede sem znovu, bude-li to někdy zapotřebí. Před dvěma tisíci let se lidé nejvíce honosili tím, že mohli říci „civis Romanus sum“. Dnes, ve světě svobody, se mohou nejvíce honosit tím, když řeknou „Ich bin ein Berliner!“. Oceňuji, že můj tlumočník překládá mou němčinu! Na světě je mnoho lidí, kteří opravdu nechápou, nebo tvrdí, že nechápou, v čem spočívá velký problém mezi svobodným a komunistickým světem. Ať přijedou do Berlína. Jsou lidé, kteří říkají, že komunismus je vlnou budoucnosti. Ať přijedou do Berlína. A jsou někteří, kteří říkají, že v Evropě i jinde můžeme s komunisty spolupracovat. Ať přijedou do Berlína. A je i několik těch, kteří říkají, že je pravda, že komunismus je zlý systém, ale umožňuje nám dosáhnout hospodářského pokroku. Lass' sie nach Berlin kommen. Ať přijedou do Berlína. Svoboda má mnoho obtíží a demokracie není dokonalá, ale nikdy jsme nemuseli stavět zeď, abychom naše lidi udrželi uvnitř, abychom jim zabránili nás opustit. Chci říci jménem svých krajanů, kteří žijí mnoho kilometrů daleko na druhé straně Atlantiku, kteří jsou vám vzdáleni, že jsou velmi hrdí na to, že s vámi mohli sdílet, byť na dálku, příběh posledních 18 let. Neznám žádné město, žádné město, které by bylo 18 let obléháno a které by stále žilo s takovou vitalitou a silou, nadějí a odhodláním jako Západní Berlín. I když je zeď nejzřetelnějším a nejnázornějším důkazem selhání komunistického systému, aby ji viděl celý svět, nemáme z ní žádné uspokojení, protože je to, jak řekl váš starosta, zločin nejen proti historii, ale i zločin proti lidskosti, rozděluje rodiny, rozděluje manžele a manželky, bratry a sestry a rozděluje lidi, kteří si přejí být spojeni. To, co platí pro toto město, platí i pro Německo - skutečný a trvalý mír v Evropě nemůže být nikdy zajištěn, dokud bude jednomu ze čtyř Němců upíráno základní právo svobodných lidí, a to svobodně se rozhodnout. Za 18 let míru a dobré vůle si tato generace Němců vydobyla právo na svobodu, včetně práva sjednotit své rodiny a svůj národ v trvalém míru s dobrou vůlí ke všem lidem. Žijete na hájeném ostrově svobody, ale váš život je součástí toho hlavního. Dovolte mi tedy, abych vás na závěr požádal, abyste pozvedli svůj zrak nad nebezpečí dneška, k nadějím zítřka, nad svobodu pouze tohoto města Berlína nebo vaší země Německa, k pokroku svobody všude, za zeď ke dni míru se spravedlností, nad sebe a nad sebe k celému lidstvu. Svoboda je nedělitelná, a když je zotročen jeden člověk, nejsou svobodní všichni. Až budou všichni svobodní, pak se můžeme těšit na ten den, kdy se toto město spojí v jedno a tato země a tento velký evropský kontinent v mírovou a nadějnou zeměkouli. Až tento den konečně přijde, a on přijde, mohou obyvatelé Západního Berlína s uspokojením vzít na vědomí, že téměř dvě desetiletí stáli v první linii. Všichni svobodní lidé, ať už žijí kdekoli, jsou občany Berlína, a proto jsem jako svobodný člověk hrdý na slova „Jsem Berlíňan“. |

## Reakce a odkaz

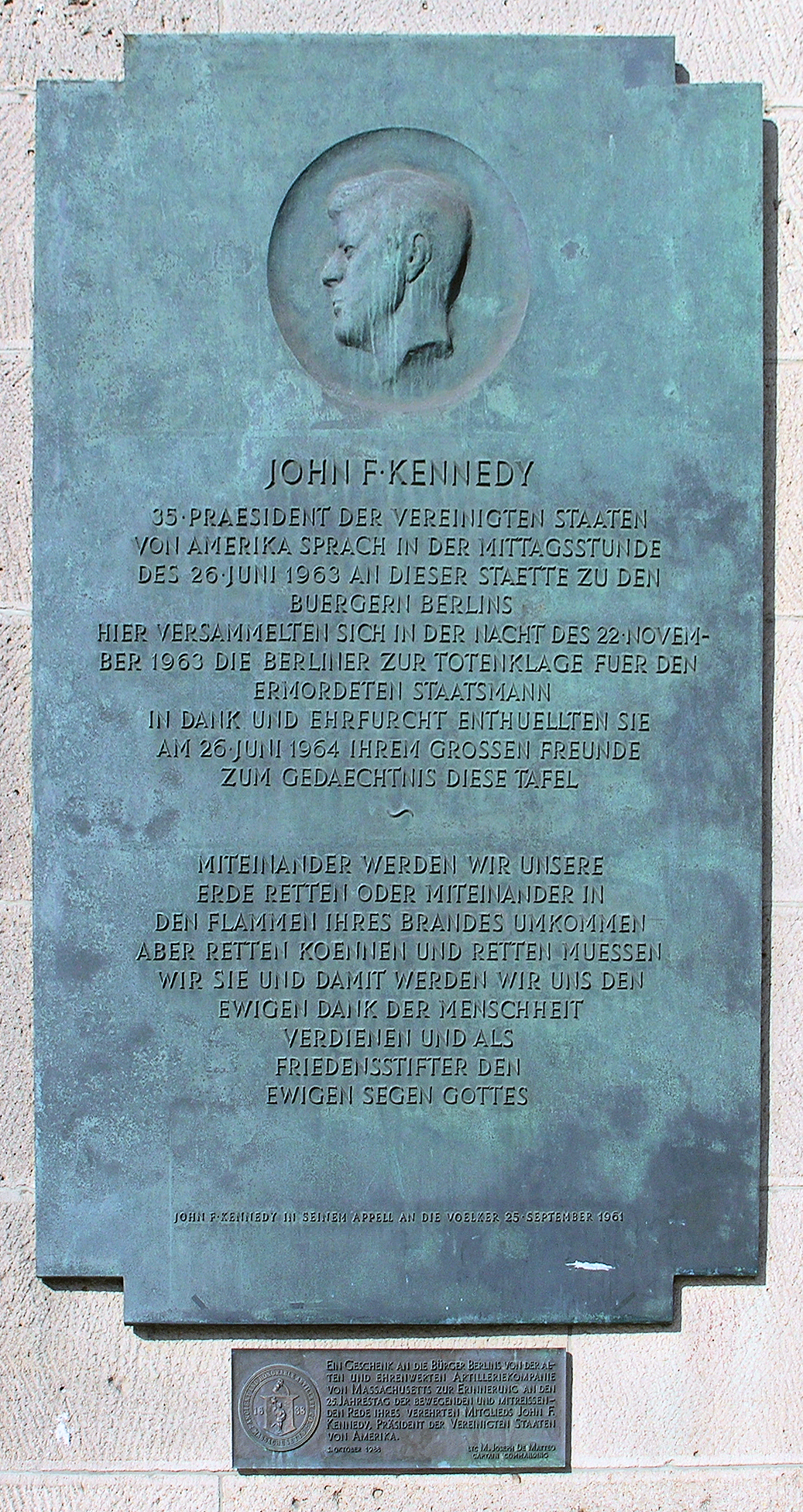
Pamětní deska Kennedyho projevu vedle hlavního vchodu do Rathaus Schöneberg

Zatímco bezprostřední reakce západoněmeckého obyvatelstva byla pozitivní, sovětské úřady byly s bojovným Lasst sie nach Berlin kommen spokojeny méně. Pouhé dva týdny předtím Kennedy ve svém projevu na Americké univerzitě (formálně nazvaném „Strategie míru“) hovořil smířlivějším tónem a mluvil „o zlepšení vztahů se Sovětským svazem“. Nikita Chruščov v reakci na Kennedyho berlínský projev o několik dní později poznamenal, že „by si člověk myslel, že projevy pronesli dva různí prezidenti“.
Československý deník Rudé právo se o Kennedyho projevu před Schönebergskou radnicí zmínil v rámci vydání z 27. června 1963, konkrétně v článku na straně 6:
Z POBYTU PRESIDENTA KENNEDYHO V EVROPĚ
Hranice hlavního města NDR připomněla Kennedymu americké závazky z Jalty a Postupimi
(...) Vyvrcholením Kennedyho pobytu v západním Berlíně byla pak manifestace před Schöneberskou radnicí, kde krátce promluvil i kancléř Adenauer a kde Willy Brandt oznámil, že americkému presidentu je uděleno čestné občanství západního Berlína. Na tomto místě však americký president přednesl k všeobecnému překvapení jen velmi krátký projev. Kennedyho projev před Schönebergskou radnicí vůbec nebyl nesen přáním pomoci obyvatelstvu tohoto města v normalizaci jeho života. Nemluvil o vyřešení západoberlínského problému, které již tolikrát s přihlédnutím k reálné situaci navrhoval Sovětský svaz, ale naopak ujišťoval západní Berlíňany, že »v případě krize« vrátí se »do přední linie generál Clay«. (...)
Ronald Reagan o 24 let později ve svém projevu Zbořte tu zeď! připomněl Kennedyho projev i jeho odkaz.
V Berlíně se na Kennedyho památku nacházejí pamětní místa, například Německo-americká škola Johna F. Kennedyho a Institut Johna F. Kennedyho pro severoamerická studia FU Berlín. Veřejné náměstí před Rathaus Schöneberg bylo přejmenováno na John-F.-Kennedy-Platz. Na sloupu u vchodu do budovy je umístěna velká pamětní deska věnovaná Kennedymu a místnost nad vchodem s výhledem na náměstí je věnována Kennedymu a jeho návštěvě. Video s Kennedyho projevem se přehrává jako součást hlavní expozice v muzeu Checkpoint Charlie.
Originál rukopisu projevu je uložen Správou národních archivů a záznamů (zkr. NARA).

## „Jsem kobliha“ – městská legenda

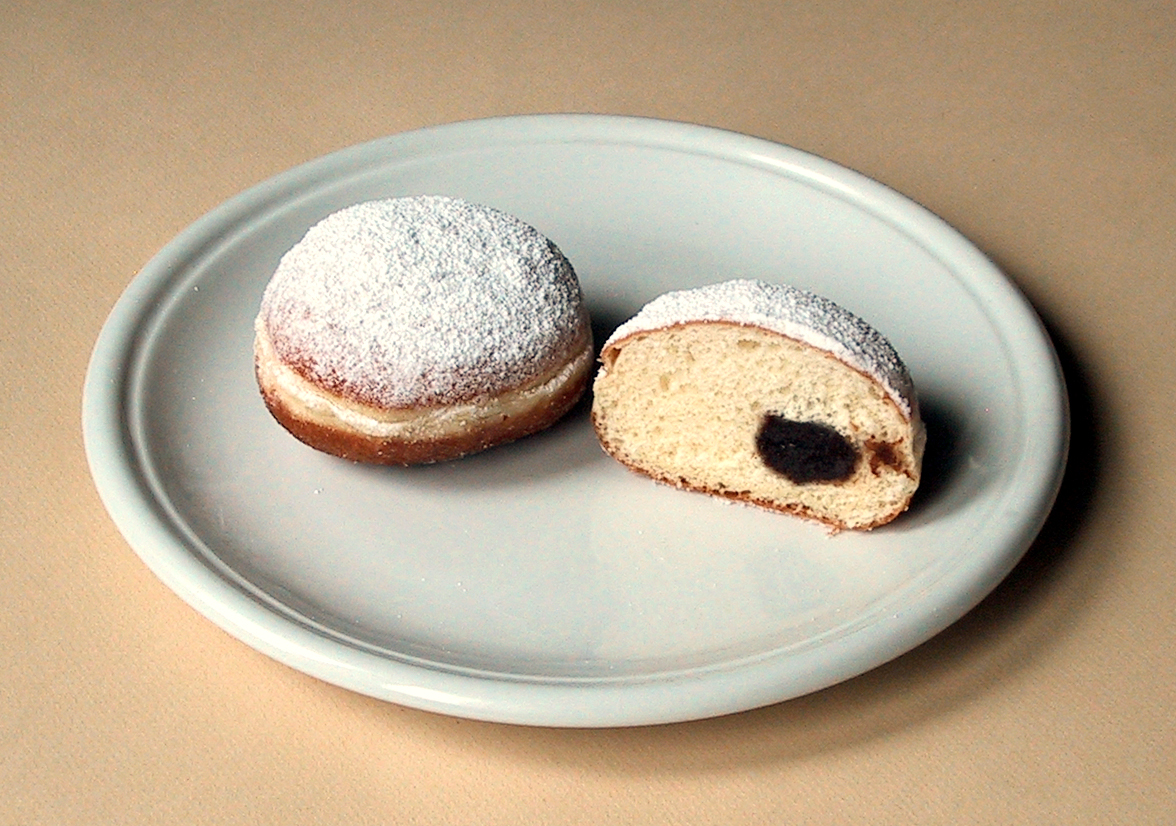
Berliner s náplní ze švestkového džemu

Je rozšířeno falešné přesvědčení, že Kennedy udělal trapnou chybu, když řekl Ich bin ein Berliner. Tím, že nevynechal neurčitý člen ein, údajně změnil význam věty ze zamýšleného „Jsem občanem Berlína“ na „Jsem Berlíňan“ (Berlíňan je druh německého pečiva, podobný želé koblize), čímž pobavil Němce v celém městě.
I když větu „Ich bin ein Berliner“ lze chápat jako dvojsmyslnou, není její použití způsobem, jakým to udělal Kennedy, ani špatné, ani trapné. Podle některých gramatických textů lze v němčině neurčitý člen vynechat, když se mluví o povolání nebo původu osoby, ale v každém případě se používá, když se mluví v přeneseném významu. Kromě toho, ačkoli se na severu, západě a jihozápadě Německa pro koblihu s marmeládou tradičně používalo slovo „Berliner“, v samotném Berlíně ani v jeho okolí se tehdy nepoužívalo, obvyklé je tam slovo „Pfannkuchen“ (doslova „palačinka“). Proto by si žádný Berlíňan nespletl Berliner s koblihou.
Další součástí mylné představy je, že se posluchači jeho projevu smáli jeho údajnému omylu. Ve skutečnosti jásali a tleskali v obou případech, kdy byla fráze použita. Smáli se a jásali několik sekund po prvním použití fráze, když Kennedy žertoval s tlumočníkem: „Oceňuji, že můj tlumočník překládá mou němčinu.“
Tento mylný názor pravděpodobně vznikl ve špionážním románu Berlínská hra od Lena Deightona z roku 1983, který obsahuje následující pasáž, kterou pronesl Bernard Samson:
„Ich bin ein Berliner,“ řekl jsem. Byl to vtip. Berliner je kobliha. Den po slavném prohlášení prezidenta Kennedyho se berlínští karikaturisté vyřádili na mluvících koblihách.
V Deightonově románu je Samson nevěrohodným vypravěčem a jeho slova nelze brát za bernou minci. V recenzi Deightonova románu v deníku The New York Times se však zdálo, že Samsonova poznámka je považována za faktickou, a byl přidán detail, že Kennedyho výrok připadal publiku vtipný:
„Zde prezident Kennedy prohlásil: Ich bin ein Berliner, a tím pobavil obyvatelstvo města, protože v místním jazyce je Berliner kobliha.“
O čtyři roky později se tato věta dostala do článku v The New York Times:
„Stojí za to znovu připomenout, jak prezident John F. Kennedy použil německou frázi, když stál před Berlínskou zdí. Bylo by skvělé, mysleli si jeho slovutní odborníci, kdyby se prohlásil za symbolického občana Berlína. Proto řekl Ich bin ein Berliner. Nevěděli však, ale mohli si to snadno zjistit, že takoví občané o sobě nikdy neříkají, že jsou „Berlíňané“. Toto označení si vyhrazují pro oblíbenou cukrovinku, kterou často chroupou u snídaně. Ačkoli tedy chápali a oceňovali pocity, které se skrývaly za prezidentovým zaníceným prohlášením, obyvatelé se mezi sebou pošklebovali, když doslova vykřikl: „Jsem kobliha s marmeládou“.“
Mylný názor na koblihu od té doby opakují média jako BBC (Alistair Cooke ve svém pořadu Letter from America), The Guardian, MSNBC, CNN, časopis Time a The New York Times; je zmíněn v několika knihách o Německu, které napsali anglicky mluvící autoři, včetně Normana Daviese a Kennetha C. Davise a je použit v příručce k jazyku Speech Synthesis Markup Language. Je také zmíněn v Kennedyho životopisu An Unfinished Life (Nedokončený život) od Roberta Daleka z roku 2003: Kennedy, 1917–1963.
Další odkaz na tuto mylnou představu se objevuje v románu Davida Fostera Wallace Infinite Jest z roku 1996, který obsahuje následující pasáž:
„Málokdo z cizinců si uvědomuje, že německý výraz Berliner je zároveň vulgátním idiomem pro obyčejnou želé koblihu, a že tedy Kennedyho zásadní „Ich bin ein Berliner“ přivítaly teutonské davy s nadšením jen zdánlivě politickým.“